# Otto Steiger
Otto Steiger (1890 - 14 februari 1958), was een Zwitsers politicus.
Otto Steiger werd in 1952 tot stadspresident van Bern (dat wil zeggen burgemeester) gekozen. Hij bleef stadspresident tot aan zijn overlijden in 1958.
Otto Steiger was een partijloos politicus.